# Минёр райграсовый
Минёр райграсовый (лат. Cerodontha incisa) — вид двукрылых из семейства минирующих мух Cerodontha из подрода Poemyza.

## Описание
Длина крыла у самцов 2,3-3,0 мм, у самок 2,6-3,4 мм. Высота глаза в 6,8-10,7 раза больше высоты щек. Третий членик усика яйцевидный. Ариста опушенная. Верхних и нижних орбитальных щетинок по две штуки. Глазковые и заглазковые щетинки почти равны фронто-орбитальным. Голова тёмно-коричневая с более бледными щеками, за исключением их вентрального края. Ротовая полость внутри наличника с мелкими темно-коричневыми шипиками. На среднеспинке имеются четыре пары дорсоцентральных щетинок, которые передние по длине меньше задних. Жилки крыла светло-коричневые, к основанию становятся жёлтыми. Жужжальца светло-жёлтый. Калиптер полностью белый.

## Биология
Развиваются на злаках, в том числе на культурных. Личинка обычно начинает формировать мину с верхушки листа, часто на одном листе развиваются несколько личинок. Окукливание происходит внутри мины. Пупарий черноватый, задние дыхальца расположены на заметном выступе, каждое обычно с тремя порами.

## Распространение
Встречаются в Евразии и Северной Америке.